# St.-Pauls-Kirche (Dinkelsbühl)

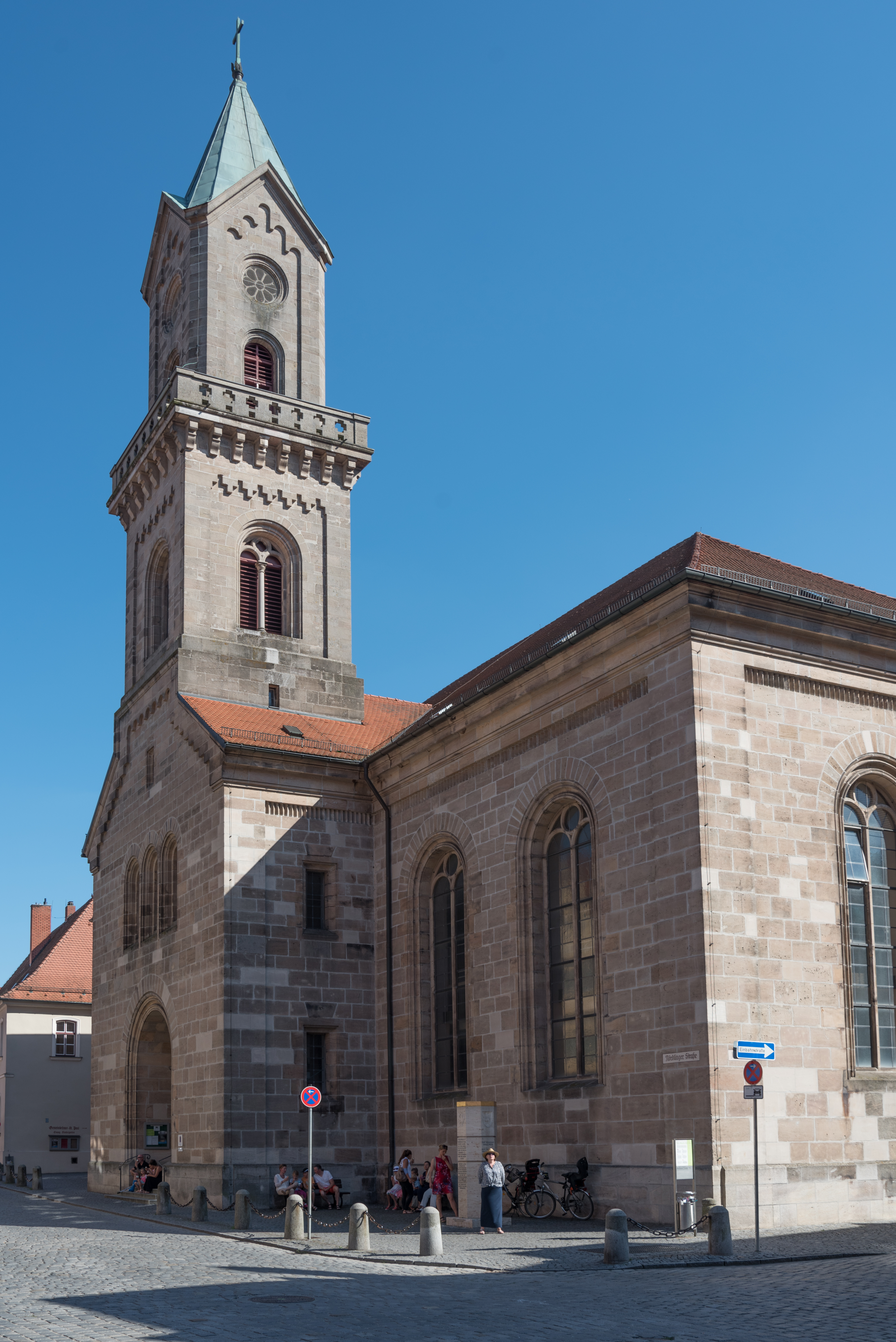
St. Paul, Evangelisch-Lutherische Stadtpfarrkirche

Die evangelisch-lutherische Stadtpfarrkirche von Dinkelsbühl, Landkreis Ansbach, die St.-Pauls-Kirche, ist ein 1843 entstandener querrechteckiger unverputzter Saalbau mit Walmdach und mittig vorgestelltem Fassadenturm mit Spitzhelm. Der von Andreas Schulz in historisierenden Stil entworfene Neubau entstand anstelle der ehemaligen Karmelitenkirche, die zuvor abgerissen wurde. Zusammen mit der Kirchenausstattung stellt sie ein geschütztes Baudenkmal dar (Denkmalnummer D-5-71-136-345). Sie ist die Hauptkirche der evangelisch-lutherischen Pfarrgemeinde.

## Geschichte

### Baugeschichte

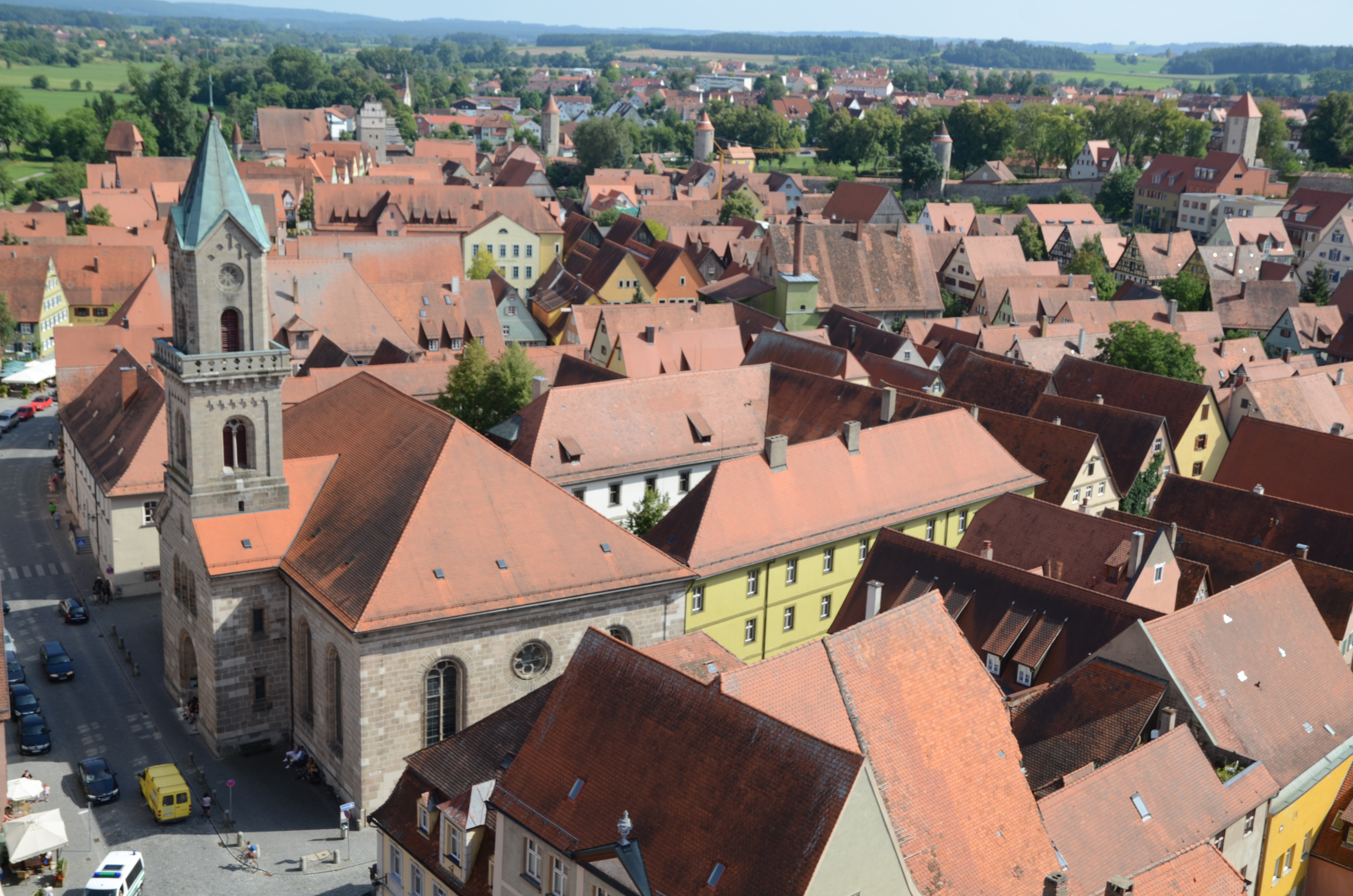
Blick von oben auf St. Paul

Die Geschichte der „Protestantischen Hauptkirche“ begann im Jahr 1648. Nach dem Westfälischen Frieden erhoben die evangelischen Dinkelsbühler die Forderung auf gemeinsame Nutzung der St.-Georgs-Kirche. Da sie aber im „Normaljahr 1624“ katholisch war, blieb sie katholisch. Die Evangelischen erhielten die Spitalkirche. In einem Sondervertrag wurde ihnen erlaubt, sich auf eigene Kosten eine größere Kirche zu bauen. Daran konnte man aber infolge der Kriegsschäden nicht denken. Die evangelische Gemeinde richtete sich für eine gewisse Zeit in der viel zu kleinen Spitalkirche ein.
Durch die Säkularisation ging die Karmeliterkirche mit dem angebauten Kloster in den Besitz des bayerischen Staates über, der sie verkaufte. Die evangelische Kirchengemeinde erhielt 1812 die „allerhöchste Genehmigung“ der königlichen Regierung zum Kauf dieser Kirche. Sie sollte eigentlich umgebaut werden. Aber das königliche Konsistorium in Ansbach nahm den Standpunkt ein, „daß das Geld nicht umsonst ausgegeben sein dürfe, da es der ansehnlichen Stadtgemeinde zu einer geräumigeren und schöneren Kirche verhelfen sollte“.
Die Klosterkirche der Karmeliter wurde 1839 abgebrochen, um Platz für den Bau der Hauptkirche zu schaffen. Sie wurde nach dem Plan des ansbachischen Civilbauinspektors Schulz im sogenannten „byzantinischen Styl“ errichtet. Aus der Klosterkirche stammt noch die südliche Langhauswand. Schon im Herbst 1840 waren die Grundmauern aufgeführt und das Dach gedeckt. Im Sommer 1843 wurde das Innere der Kirche vollendet.

### Einweihung

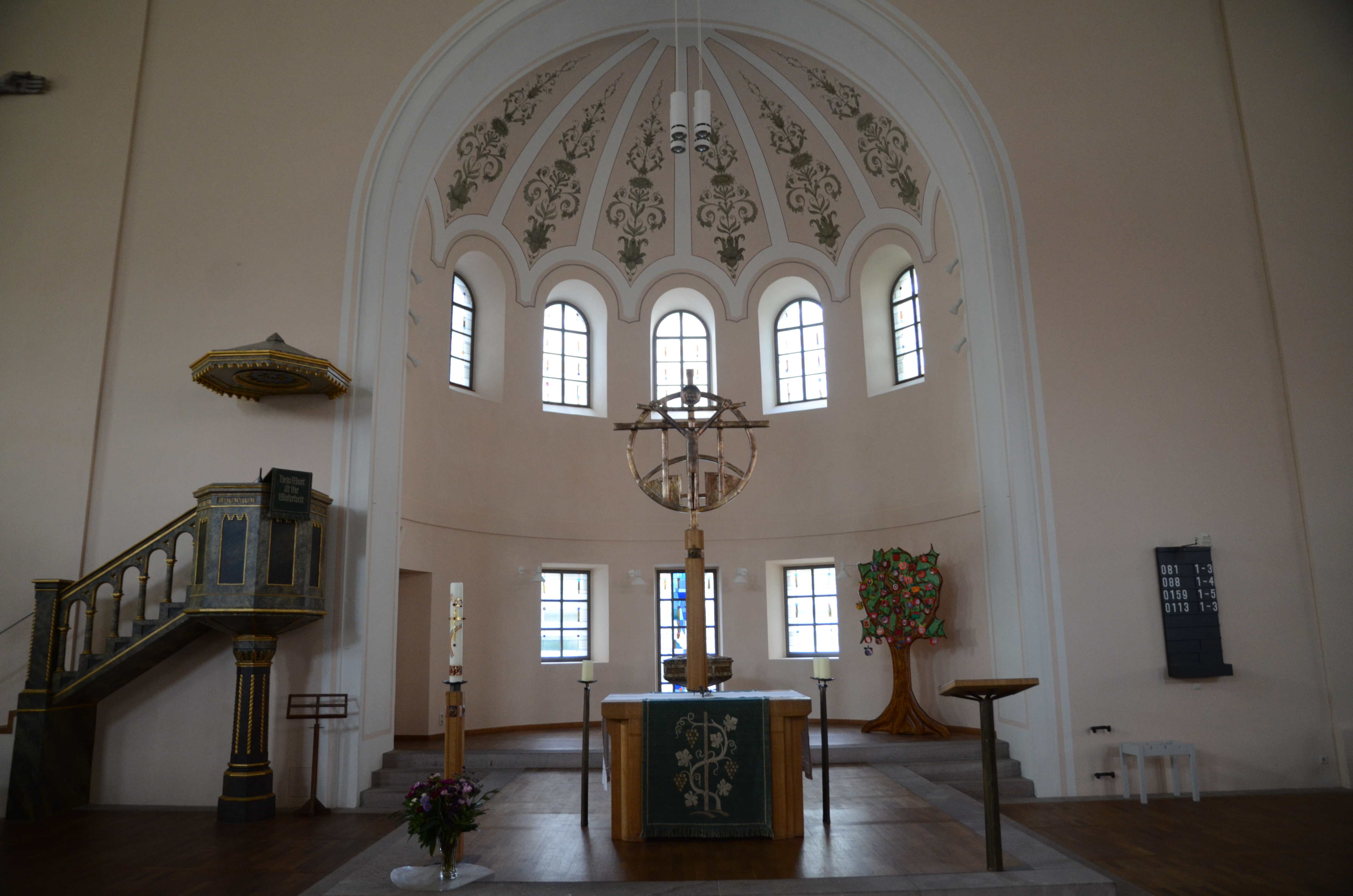
Blick in den Innenraum, Richtung Altar

Bei der Einweihung am 19. November 1843 waren damals schon Gemeindemitglieder beider Konfessionen anwesend. Am Vorabend läuteten alle Glocken. Am Morgen des festlichen Tages waren Salutschüsse zu hören und ein Bläserchor spielte vom Kirchturm einen Choral. Der Höhepunkt der Feier war das Abendmahl. Anschließend wurden drei Kinder getauft und ein Brautpaar gesegnet.
Die Gemeinde war glücklich, nun im Besitz einer großen und, wie es im Einweihungsprotokoll heißt, „sehr schönen und solid dargestellten Kirche zu sein, deren Inneneinrichtung eines Gotteshauses würdig sei“.
Im Jahr 2018 wurde mit einer Ausstellung das 175-jährige Jubiläum der Einweihung gefeiert.

## Zeittafel der Veränderungen
- 1839 Abbruch der Klosterkirche
- 1840/34 Bau der „Protestantischen Hauptkirche“, Einweihung am 19. November 1843
- 1913 Einbau der Heizung
- 1924 Namensänderung „St.-Pauls-Kirche“
- 1926 Bilder zur Ausschmückung der kahlen Kirchenwände
- 1927 Einrichtung der elektrischen Beleuchtung
- 1937 Bau der neuen Orgel
- 1953/54 Ausbesserung des Kirchendaches, Erneuerung des Turmkranzes
- 1966 Anschaffung eines neuen Geläutes mit vier Glocken
- 1987/89 Außeninstandsetzung in drei Abschnitten
- 1992/93 Inneninstandsetzung, Einweihung am 4./5. Dezember 1993
- 1994 Einbau der neuen Orgel

## Ausstattung

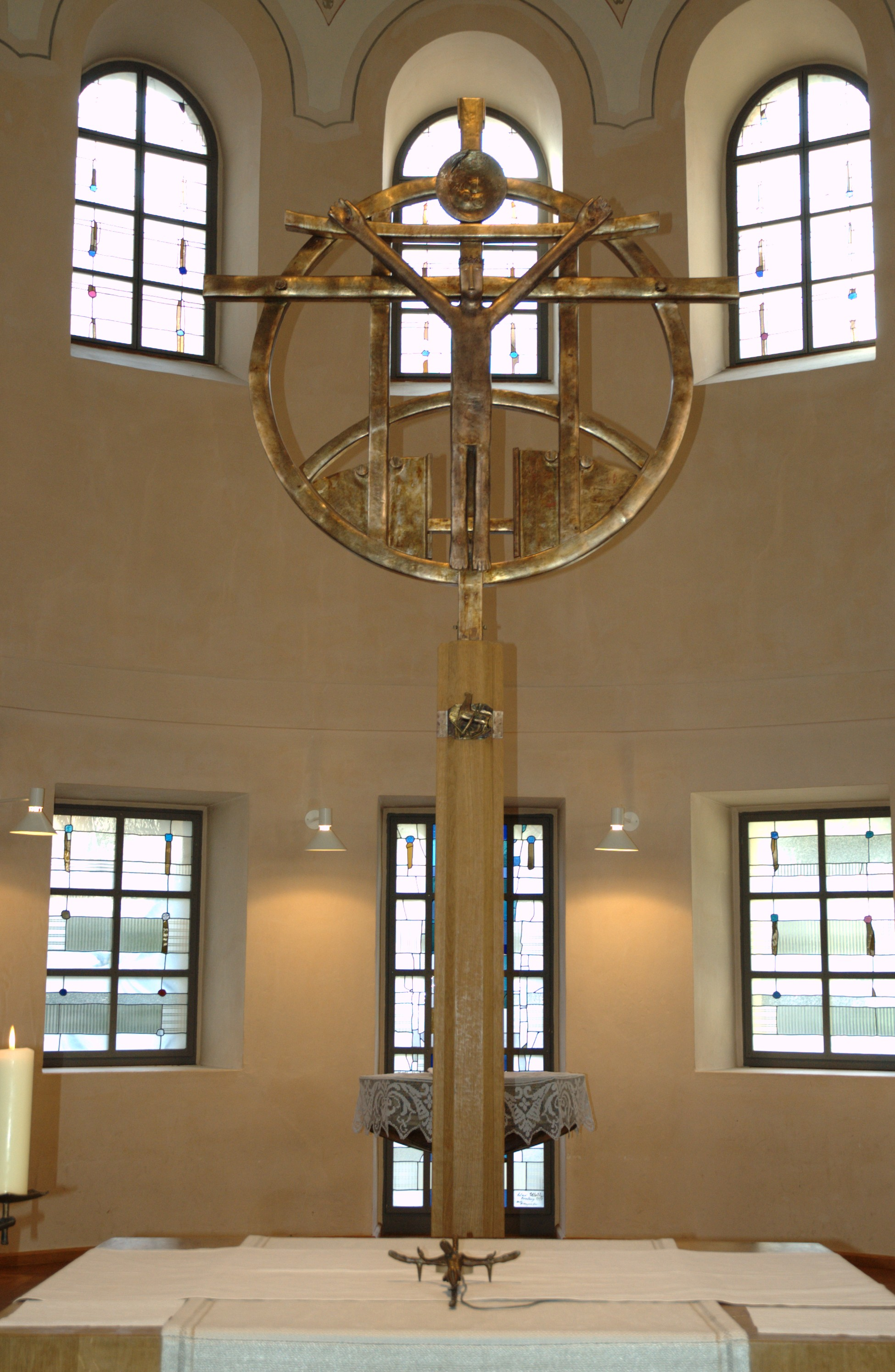
Altarkreuz
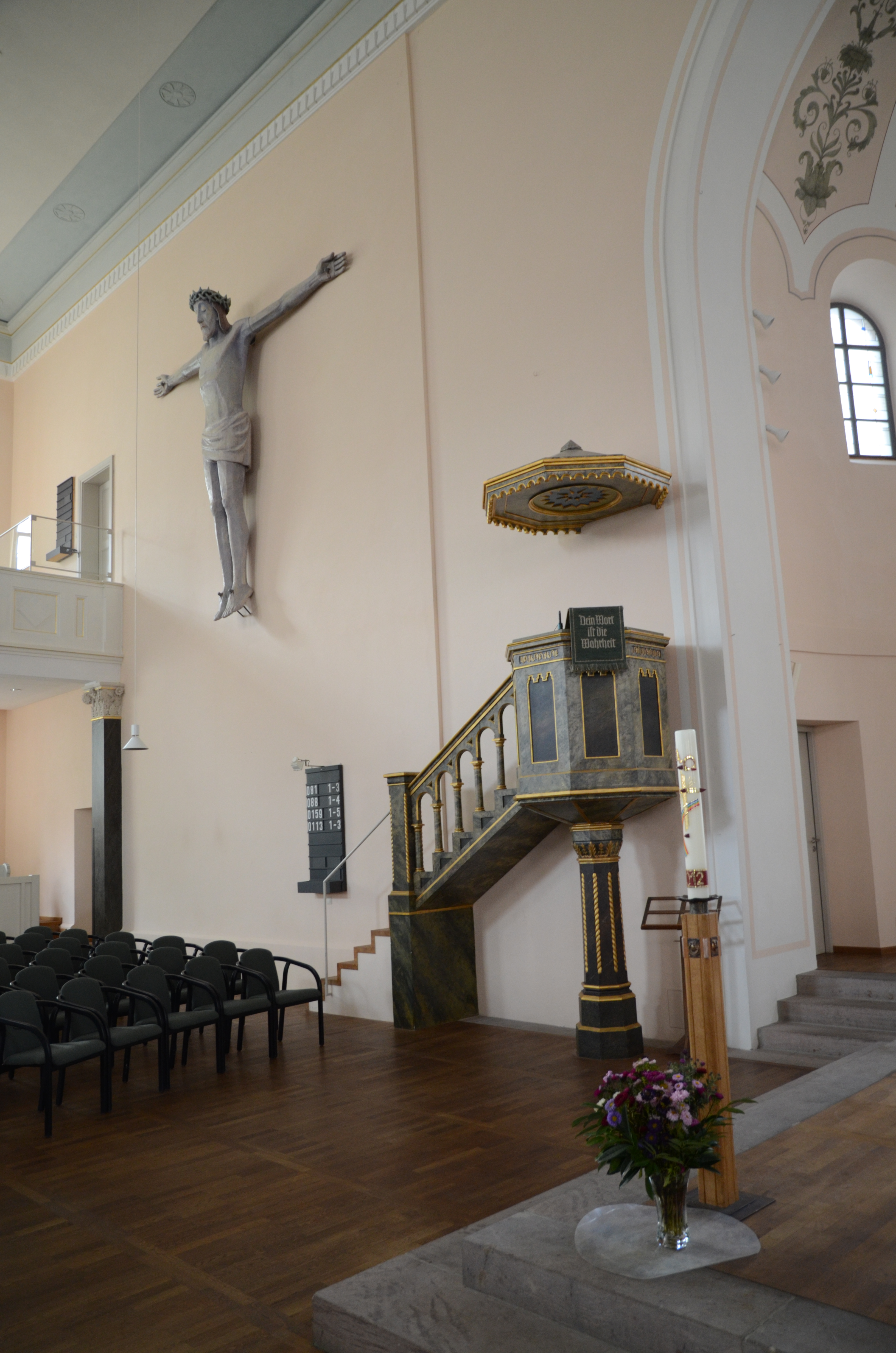
Christus und Kanzel
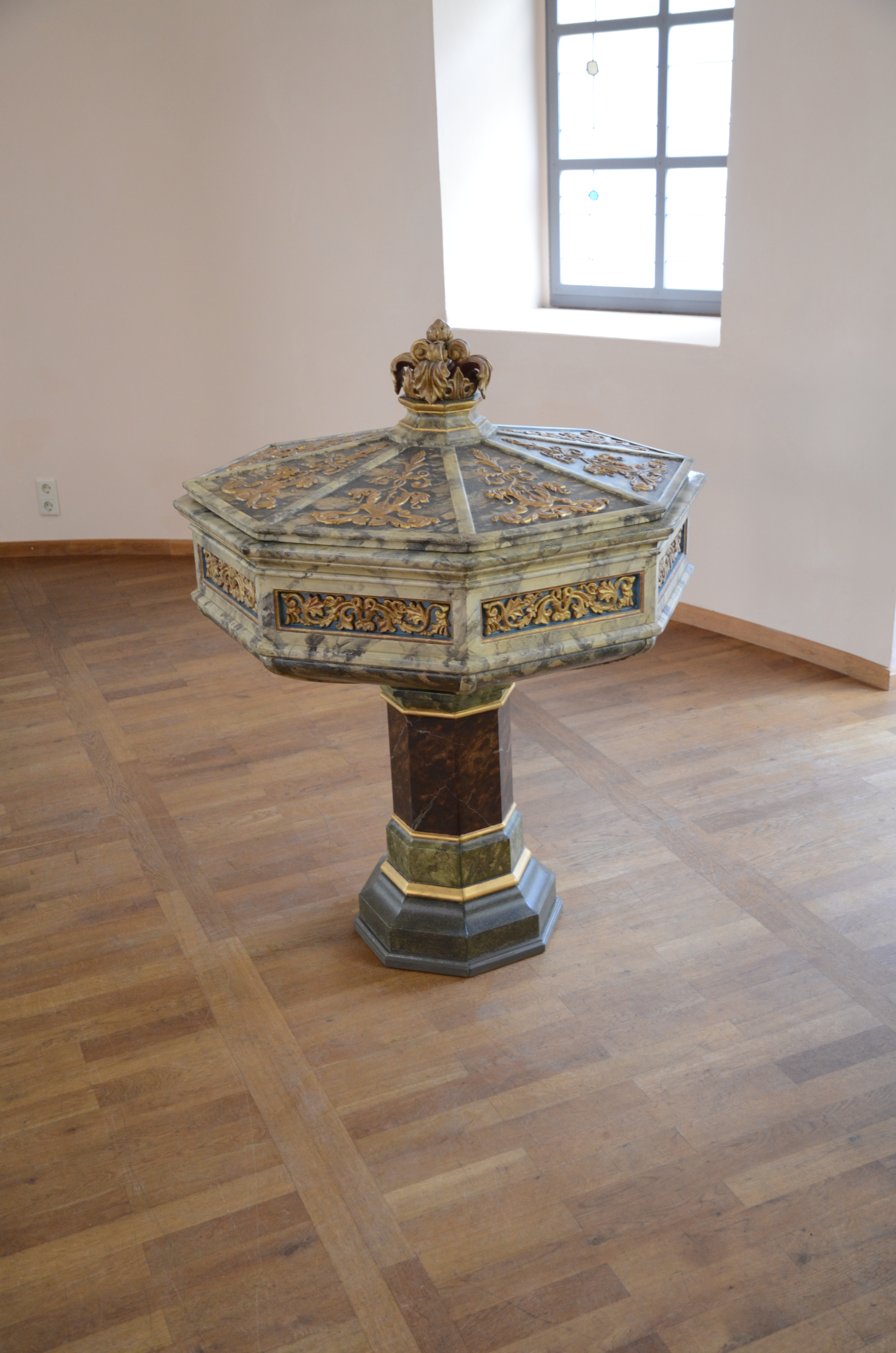
Taufstein
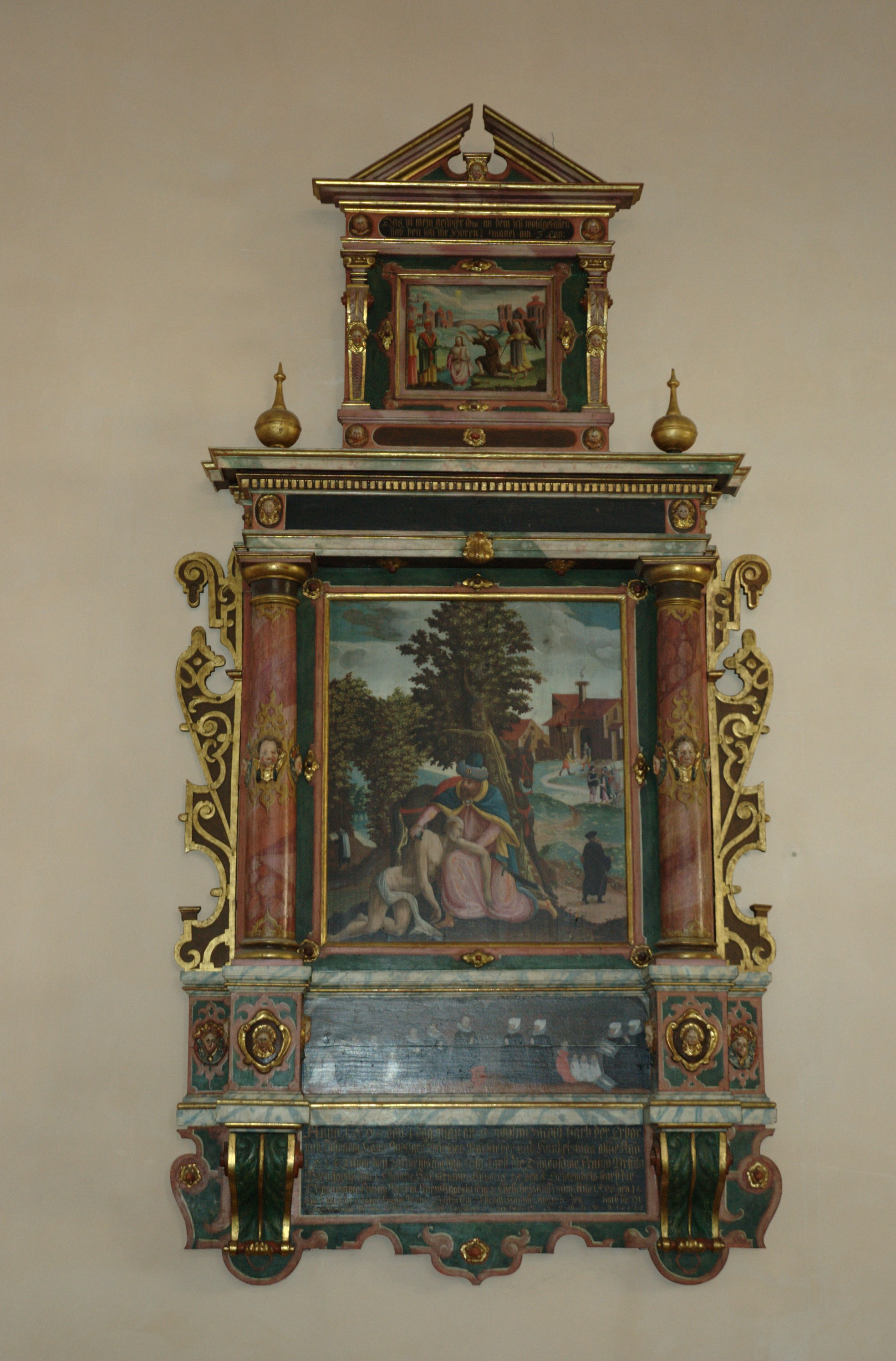
Der barmherzige Samariter
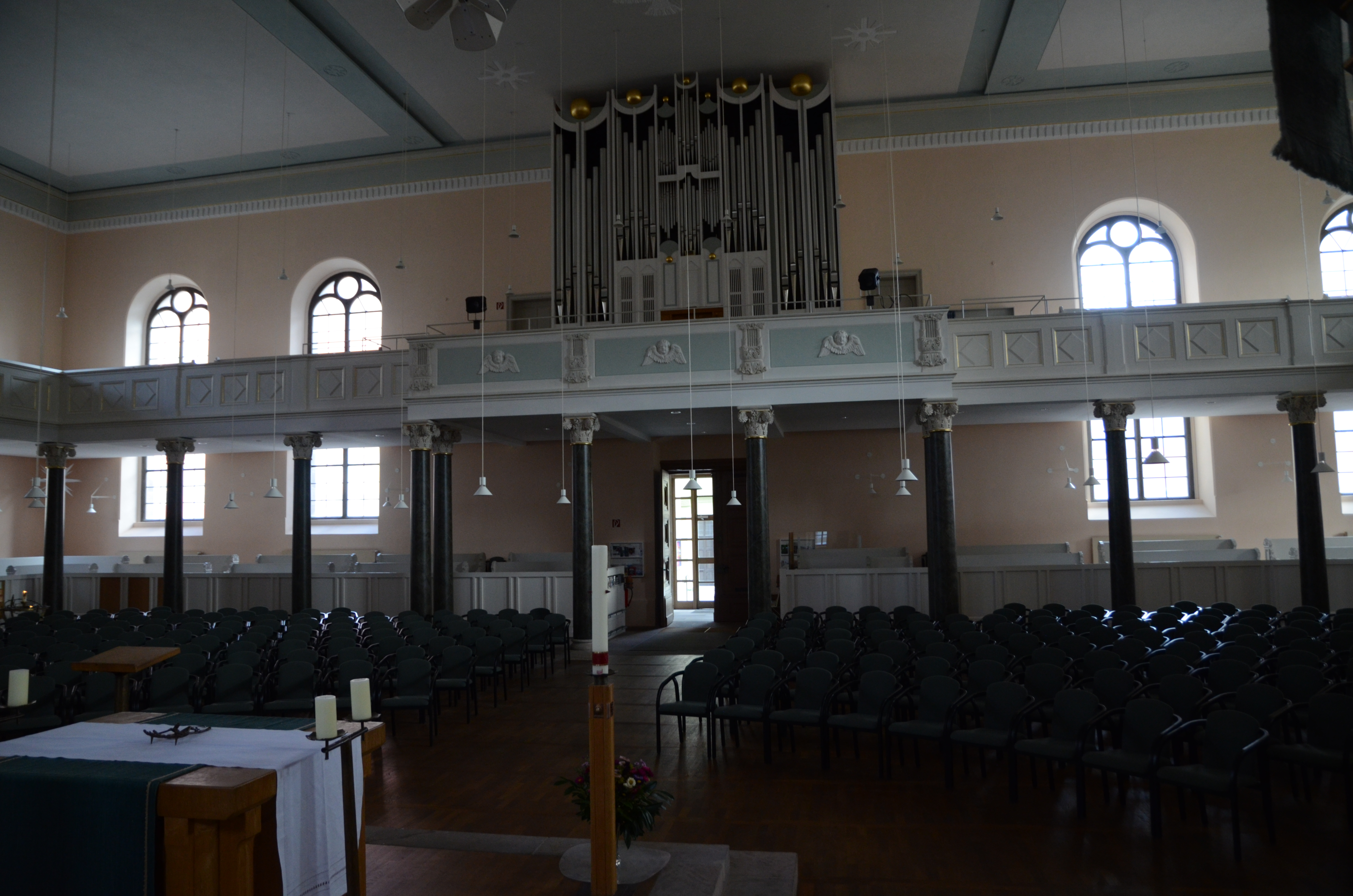
Orgelempore
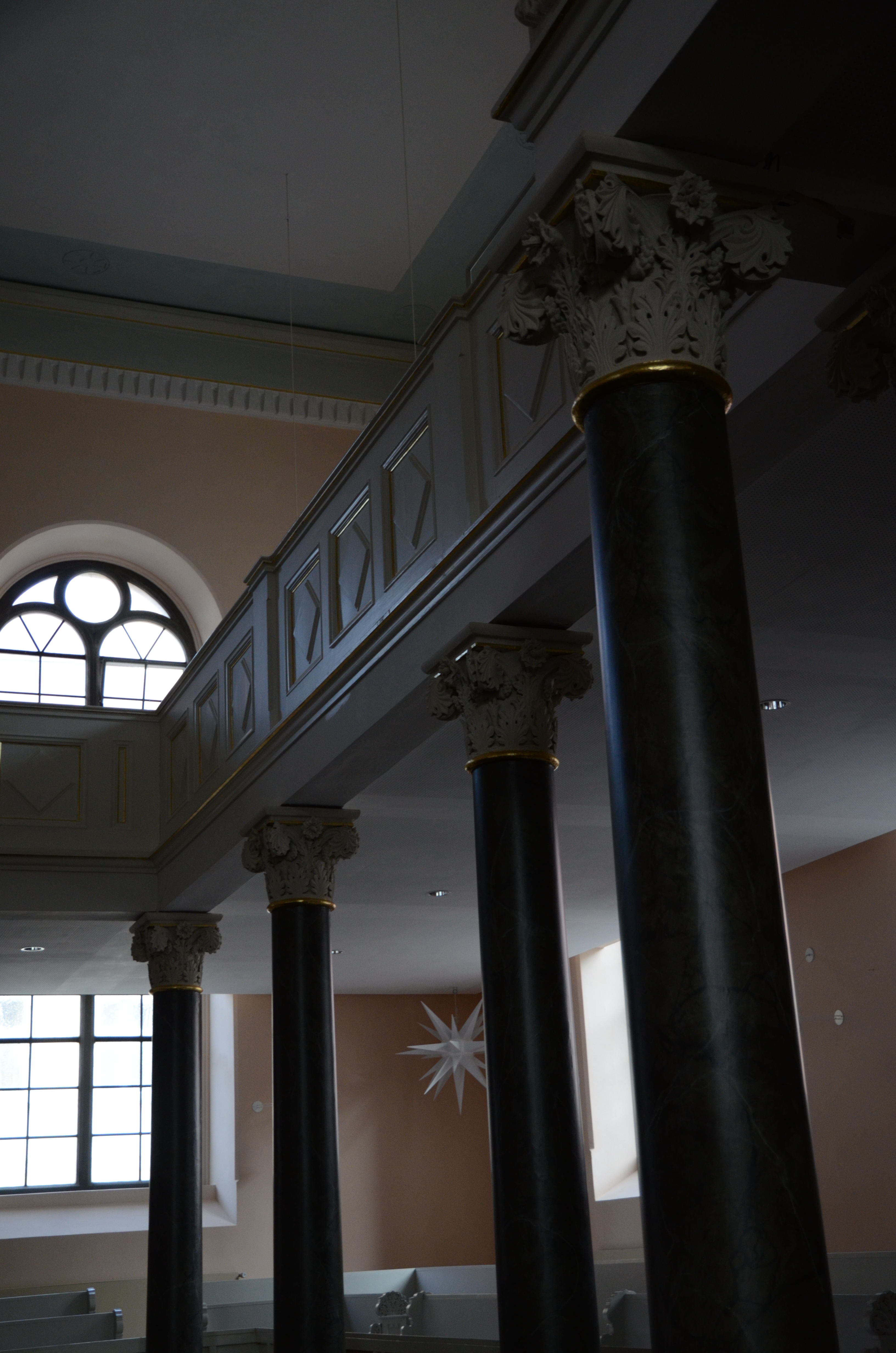
Säulen der Empore
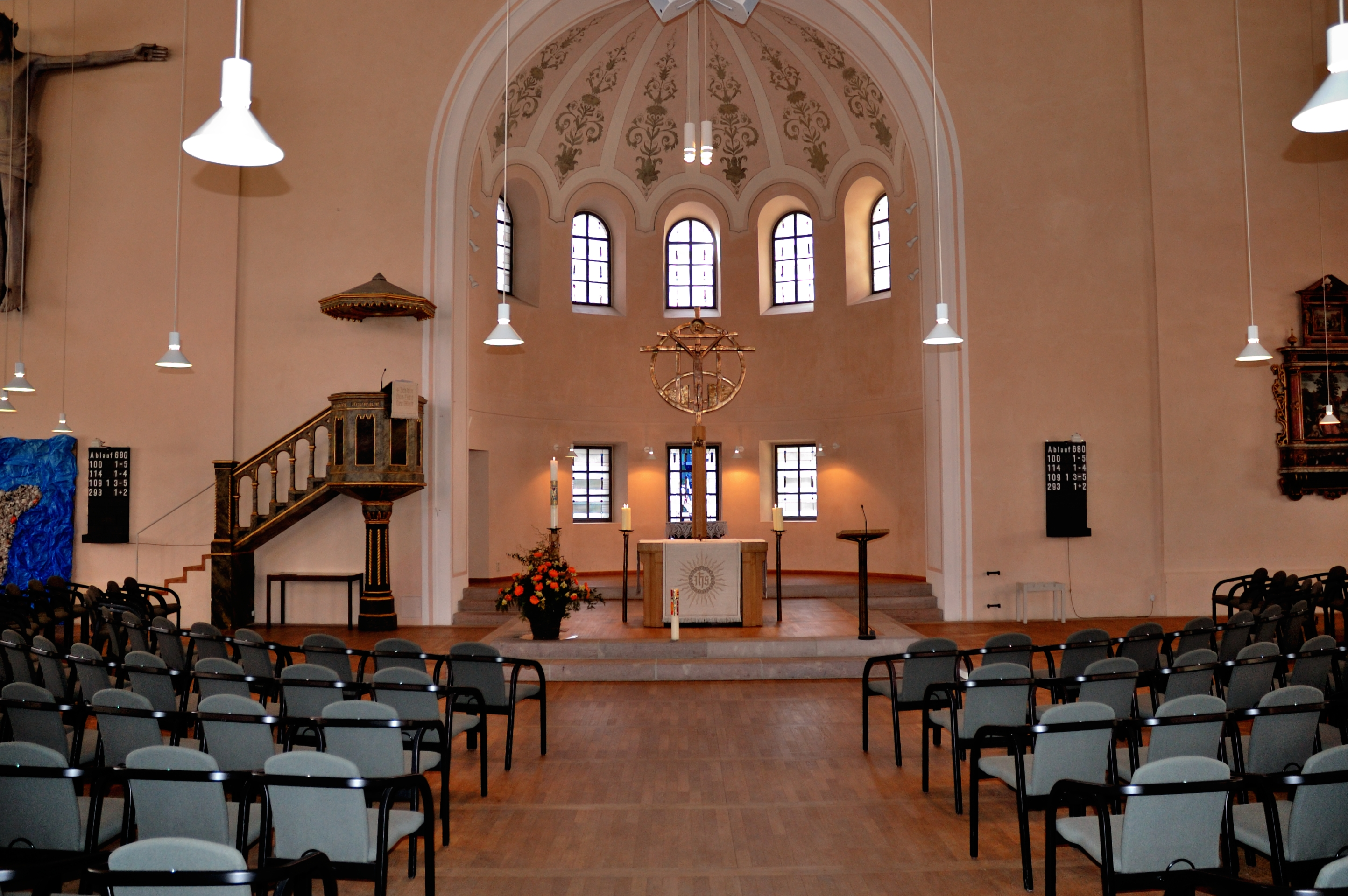
Polsterstühle

### Vorhalle
Der „segnende Christus“ im Bogenfeld der Vorhalle grüßt die Kirchenbesucher. Er wurde 1842 vom Bildhauer Bernhard Afinger in Berlin entworfen und von Leopold Kießling in München ausgeführt.

### Altarkreuz
Dieses Kreuz hat als Motiv „Christus als Weltenherrscher“. Es ist die zentrale Blickfang am Altar.

### Kanzel und Christus
Die Kanzel ist auf der linken Seite der Chornische an der Wand angebracht, neben ihr an der Wand ist ein großer Korpus (ohne Kreuz) befestigt, eine Art Kanzelkreuz.

### Gemälde „Der barmherzige Samariter“
Rechts von der Chornische hängt ein aufwendig gerahmtes Bild vom barmherzigen Samariter an der Wand, ein Pendant zur Kanzel.

### Empore auf Säulen
Die Empore, die auf drei Seiten die Halle umzieht und auf der über dem Eingangsbereich die neue Orgel steht, wird von sehr schönen Säulen getragen, die korinthische Kapitelle aufweisen.

### Mehrheitsleuchter
Da die Kirche oft auch außerhalb der Gottesdienstzeiten aufgesucht wird, entstand die Idee zu einem Mehrheitsleuchter, den ein einheimischer Kunstschmied entwarf und herstellte. Der Mehrheitsleuchter ist in Messing, mit einem Durchmesser von 80 Zentimeter und einer Höhe vom rund 100 Zentimeter. Der Leuchter greift das Motiv des Altarkreuzes, Christus als Weltenherrscher, auf und erweitert es.

## Orgel
Die Kirche erhielt 1845 eine erste Orgel, die Michael Bittner mit zwei Manualen und Pedal schuf. 1838 erfolgte ein Erweiterungsumbau durch die Werkstatt Holländer in Feuchtwangen. Die Orgel erhielt einen Freipfeifenprospekt, ein drittes Manual und einen neuen Spieltisch mit elektrischer Traktur. Von den 41 Registern wurden 2 bis 3 in die heutige Orgel übernommen. 1995 baute das Unternehmen Freiburger Orgelbau Hartwig und Tilmann Späth eine neue Orgel in französischem Stil. Sie verfügt über 39 Register, die auf drei Manuale und Pedal verteilt sind. Die Disposition lautet wie folgt:
| I Hauptwerk C–g3  |       |
| Bourdon           | 16′   |
| Prinzipal         | 8′    |
| Rohrflöte         | 8′    |
| Flûte harmonique  | 8′    |
| Oktave            | 4′    |
| Blockflöte        | 4′    |
| Quinte            | 2 ⁄3′ |
| Superoktave       | 2′    |
| Cornett V (ab g°) |       |
| Mixtur IV         | 1 ⁄3′ |
| Trompete          | 8′    |

| II Positiv C–g3 |       |
| Gedeckt         | 8′    |
| Prinzipal       | 4′    |
| Gedecktflöte    | 4′    |
| Waldflöte       | 2′    |
| Quinte          | 1 ⁄3′ |
| Sesquialtera II | 2 ⁄3′ |
| Scharff IV      | 1′    |
| Crommorne       | 8′    |
| Tremblant doux  |       |

| III Schwellwerk C–g3 |        |
| Flûte traversiére    | 8′     |
| Cor de nuit          | 8′     |
| Viole de Gambe       | 8′     |
| Voix céleste         | 8′     |
| Flûte octaviante     | 4′     |
| Nazard               | 2 ⁄3′  |
| Quarte de Nazard     | 2′     |
| Tierce               | 1 3⁄5′ |
| Plein jeu V          | 2′     |
| Trompette harmonique | 8′     |
| Oboe                 | 8′     |
| Clairon              | 4′     |
| Tremblant fort       |        |

| Pedal C–f1    |       |
| Prinzipal     | 16′   |
| Subbass       | 16′   |
| Oktavbass     | 8′    |
| Gemsbass      | 8′    |
| Oktave        | 4′    |
| Hintersatz IV | 2 ⁄3′ |
| Posaune       | 16′   |
| Trompetbass   | 8′    |

- Koppeln: II/I, III/I, III/II, I/P, II/P, III/P, Octaves graves III, Octaves graves III/I
- Temperatur: ungleichstufig (Janke III)

## Glocken
Im Turm der alten Karmelitenkirche hingen zwei Glocken, die aus Kostengründen beim Bau in die neue Kirche übernommen werden sollten. Schlussendlich ließ man 1843 allerdings doch drei neue Glocken in den Tönen es′ – g′ – b′ beim Nördlinger Gießer Joseph Propst gießen. Da die beiden kleinen Glocken durch Mängel nicht mehr einsatzfähig waren, ließ man diese 1884 bei der Firma Herrmann in Memmingen neu gießen. 1932 wurden anlässlich des Jubiläumsjahres 300 Jahre Stadtverschonung im Dreißigjährigen Krieg zwei neue Glocken gestiftet und bei der Gießerei Bachert gefertigt, die das Geläut zu einem fünfstimmigen c′ – es′ – f′ – g′ – b′ vervollständigten. Bis auf die kleinste Glocke wurde das Geläut von St. Paul im Zweiten Weltkrieg eingeschmolzen. Nach dem Krieg sollte das alte Geläut wiedererstehen. Doch aus Geldmangel wurden 1952 bei den Gebr. Bachert in Kochendorf nur zwei Glocken (es′ und g′) bestellt. Dieses Geläut war klanglich jedoch nicht zufriedenstellend, weswegen Bachert im Austausch gegen die drei vorhandenen Glocken, 1965 vier neue Glocken in den Tönen es′ – g′ – b′ – c″ goss. Dekan Herbert Reber, dessen Leidenschaft die Campanolgie war, vervollständigte 1997 das Geläut um eine große Glocke als Klangfundament und 2001 um eine kleine als Klangkrone. So erklingen heute an hohen kirchlichen Feiertagen sechs Glocken aus dem Turm von St. Paul.
Am Hauptportal wurde anlässlich der Glockenweihe 2001 eine Bronzetafel mit der Übersicht des Geläutes angebracht.
| Nr. | Name                | Schlagton | Gewicht | Durchmesser | Gießerei                  | Gussjahr | Inschrift | Verwendung                     |
| --- | ------------------- | --------- | ------- | ----------- | ------------------------- | -------- | --- | ------------------------------ |
| 1   | Christus            | c′        | 2112 kg | 1560 mm     | Albert Bachert, Karlsruhe | 1997     | O CHRISTE REX GLORIAE VENI CUM PACE + DEN FRIEDEN LASSE ICH EUCH, MEINEN FRIEDEN GEBE ICH EUCH. NICHT GEBE ICH EUCH, WIE DIE WELT GIBT. EUER HERZ ERSCHRECKE NICHT UND FÜRCHTE SICH NICHT. | Festtagsglocke, Freitag 15 Uhr |
| 2   | Johannes            | es′       | 1300 kg | 1320 mm     | Gebr. Bachert, Kochendorf | 1965     | SELIG SIND, DIE NICHT SEHEN UND DOCH GLAUBEN! | 12 Uhr                         |
| 3   | Lukas               | f′        | 886 kg  | 1180 mm     | Gebr. Bachert, Kochendorf | 1965     | FÜRCHTE DICH NICHT, DU KLEINE HERDE! | Vaterunserglocke, 18 Uhr       |
| 4   | Markus              | g′        | 628 kg  | 1050 mm     | Gebr. Bachert, Kochendorf | 1965     | WACHET UND BETET! | 7 Uhr                          |
| 5   | Matthäus            | b′        | 470 kg  | 910 mm      | Gebr. Bachert, Kochendorf | 1965     | MACHET ZU JÜNGERN ALLE VÖLKER! | Taufglocke                     |
| 6   | Paulus „Paulinchen“ | c″        | 391 kg  | 830 mm      | Albert Bachert, Karlsruhe | 2001     | BLEIB MIT DEINER GNADE BEI UNS HERR JESU CHRIST | 11 Uhr                         |